# 特吕尼
特吕尼（法語：Trugny，法語發音：[tʁyɲi]）是法国科多尔省的一个市镇，位于该省东南部，属于博讷区。

## 地理
特吕尼（46°58'56"N, 5°8'45"E）面积6.86 平方千米，位于法国勃艮第-弗朗什-孔泰大區科多尔省，该省份为法国中东部省份，北起奥布省，西接涅夫勒省和约讷省，南至索恩-卢瓦尔省，东南接汝拉省，东临上索恩省，东北部与上马恩省接壤。
与特吕尼接壤的市镇（或旧市镇、城区）包括：雅朗日、希夫尔、拉贝热芒莱瑟尔、蒙莱瑟尔、克吕-维勒讷沃。

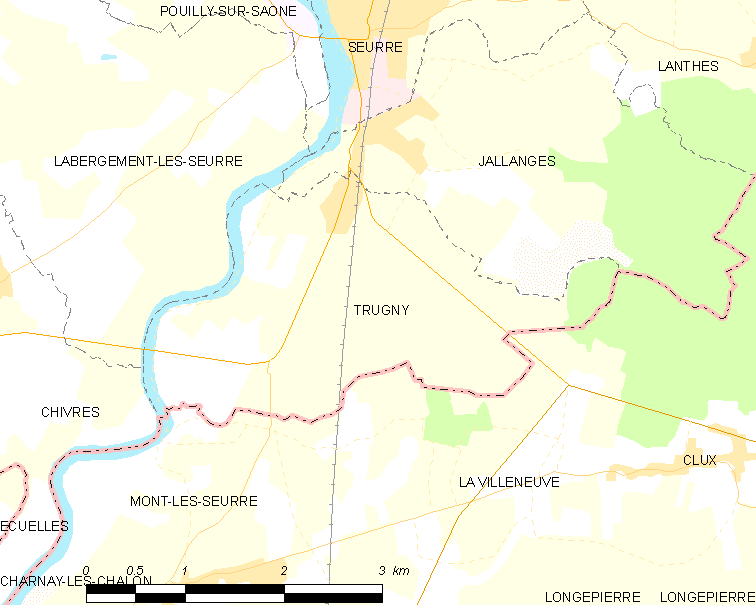
特吕尼的OSM定位图

特吕尼的时区为UTC+01:00、UTC+02:00（夏令时）。

## 行政
特吕尼的邮政编码为21250，INSEE市镇编码为21647。

## 政治
特吕尼所属的省级选区为布拉泽昂普莱讷县。

## 人口

1962-2008年间特吕尼人口变化图示

特吕尼于2022年1月1日时的人口数量为121人。